# Wolfram Meyerhöfer
Wolfram Meyerhöfer (* 16. April 1970 in Woldegk, Bezirk Neubrandenburg, DDR) ist ein deutscher Mathematikdidaktiker.

## Ausbildung und Beruf
Meyerhöfer studierte von 1990 bis 1995 Lehramt für Mathematik und Physik an der Pädagogischen Hochschule Potsdam, die sich seinerzeit zur Universität Potsdam umwandelte. Nach einem Referendariat an einer Gesamtschule setzte er seine Studien am Lehrstuhl für Didaktik der Mathematik der Universität Potsdam fort und promovierte im Mai 2004.
Nach Gastprofessuren an der FU Berlin und der Acadia University in Philadelphia lehrte er von 2009 bis 2020 als Professor der Fachgruppe Didaktik der Mathematik an der Universität Paderborn. Zu seinen Forschungsgebieten gehörten das Konzept der nicht bearbeiteten stofflichen Hürden (nbsH) bzw. der besonderen Schwierigkeiten im Rechnen (bSR) als Alternative zum Konzept der Rechenschwäche/Dyskalkulie, der Zahlerwerb im Kindesalter, mathematischer Analphabetismus, der Habitus von Mathematiklehrern und Tests.
Seit 2020 arbeitet er als Lehrer im Schulzentrum am Stern in Potsdam. Bei der Landtagswahl 2024 kandidierte er auf Listenplatz 25 für das Bündnis Sahra Wagenknecht.

### Objektive Hermeneutik
Meyerhöfer verwendet die Methode der Objektiven Hermeneutik, um Mathematik-Tests zu kritisieren und Verbesserungen vorzuschlagen. Einen Text, im Falle der Mathematik eine Textaufgabe, bezeichnet er im Sinne der ‚Objektiven Hermeneutik‘ als ‚objektiv‘, wenn sie sich an bestimmten sozialen Regeln, genauer gesagt an bestimmten ‚Sprachregeln‘ orientiert. Diese Art von Objektivität ermögliche es, von der Aufgabe (vom ‚manifesten Sinn‘) auf das Verstehen des Subjektes (auf den ‚latenten Sinn‘), also des Schülers zu schließen und so seine kognitiven Leistungen  zu testen.
Erst die objektive Bedeutungsstruktur, also latenter und manifester Sinn in ihrem Zusammengehen, erzählen etwas über die mit einer Aufgabe gemessenen Kompetenzen.
Unter diese Betrachtungsweise waren die Ergebnisse bisheriger Tests nur von eingeschränkter Gültigkeit.

## Äußerungen in Massenmedien
Meyerhöfer äußerte  in einem Interview mit der Zeitschrift Wirtschaftswoche im Februar 2013 und der Onlinewochenzeitung Spektrum – Die Woche von spektrum.de im Oktober 2013, dass Dyskalkulie ein konstruiertes Phänomen sei und die Rechenschwäche der Schüler auf schlechten Mathematikunterricht zurückzuführen sei.
Bekannt wurde er 2013 mit seiner Kritik zur PISA-Studie. Er kritisierte, dass die Ergebnisse nichts aussagten, weil sie nur 'richtige Ergebnisse' messen. Diese triviale Betrachtungsweise lasse keine Schlüsse darüber zu, wie der Unterricht zu verbessern sei. Man müsse mit einbeziehen, welche Lösungswege Schüler verwenden.
Er zweifelte die Existenz mehrerer durch die WHO definierter Entwicklungsstörungen sowie klinisch psychiatrischer Syndrome an. So äußerte er am 10. Oktober 2013 in einem Interview in der Zeitschrift Spektrum „Die Medizin erfindet Krankheiten wie Rechenschwäche, Legasthenie oder ADHS [...]“. Darüber bedient er die Verschwörungserzählung, die Pharmaindustrie würde Krankheiten erfinden: „Ich verstehe das bei ADHS, da hat die Pharmaindustrie zu einem vorhandenen Wirkstoff eine passende Krankheit erfunden. Man kann Menschen dann einreden, solche Konstrukte wären wirklich existent.“
2020 äußerte er sich in der Frankfurter Allgemeinen Zeitung zur COVID-19-Pandemie. Dabei unterstellte Meyerhöfer, dass die öffentliche Wahrnehmung der Pandemie verzerrt und die von der Politik verordneten Maßnahmen unverhältnismäßig seien, da sie auf einer laienhaften Interpretation der statistischen Daten beruhten.

## Mitgliedschaften in Beiräten
Wolfram Meyerhöfer ist Mitglied in den wissenschaftlichen Beiräten des Deutschen Philologenverbands und der Zeitschrift für interpretative Schul- und Unterrichtsforschung sowie in den Beiräten der Gesellschaft für Bildung und Wissen und der Stiftung Bildung.

## Kommunalpolitik
Als sachkundiger Bürger der Potsdamer Stadtverordnetenfraktion die aNDERE engagiert er sich gegen den Wiederaufbau der Garnisonskirche. Im Jahr der Mathematik 2008 organisierte er Aktionen gegen den Bau einer neuen Trambrücke in Potsdam und sprach in diesem Zusammenhang von „Gebrauch und Mißbrauch der Mathematik im politischen Raum“. Die Stadtverwaltung wies die „Unterstellungen und Manipulationsvorwürfe“ zurück. Die Trambrücke wurde 2009 fertiggestellt und wurde bereits 2020 ein Sanierungsfall.

## Veröffentlichungen
- Was testen Tests? Objektiv-hermeneutische Analysen am Beispiel von TIMSS und PISA. Dissertation. Potsdam 2003. Digital, aufgerufen September 2014.
- Tests im Test: Das Beispiel PISA. Leverkusen (Budrich) 2005.
- PISA & Co: Kritik eines Programms. Herausgegeben mit Thomas Jahnke. Hildesheim (Franzbecker) 2007.
- Auch eine Krise der mathematischen Bildung, FAZ.net 2020. Digital, abgerufen im April 2020.
- Was wäre eine linke Corona-Politik?, Heise Telepolis, 7. September 2020. (online)